# 양홍원
양홍원(1999년 1월 12일 ~ )은 대한민국의 래퍼이다. 2015년 10월 27일 Loxx Punkman - Tyson Words의 피쳐링을 하며 데뷔했으며, 2017년 《고등래퍼 1》에 참가하여 우승을 하였다. 딕키즈 크루(현재 해체) 멤버 중 한 명으로 쇼미더머니와 고등래퍼를 통해 팀을 더 알리게 되었고 많은 활동과 공연으로 유명세를 타게 되었다고 한다. 원래 예명은 영비(Young B)였으나 2019년에 본명인 양홍원으로 활동명을 바꿨다. 2017년 4월, 스윙스의 레이블 인디고뮤직에 키드밀리와 함께 영입되었다.

## 논란

### 학교폭력 가해자 논란
2017년 과거 학교폭력의 가해자였다는 사실이 밝혀져 논란이 되었다. 양홍원은 당시 고등래퍼 1은 하차하지 않았지만, 후에 잘못을 인정하기는 했다. 자신의 곡에서도 간접적으로 계속해서 언급 및 사과를 하고 있으나, 네티즌들은 두 의견으로 갈려 현재까지도 의견이 분분하다.

### 엉덩이 노출 사건
2020년 9월 5일 양홍원은 자신의 인스타그램에 도로 한복판에서 하의를 벗어서 엉덩이를 노출하고, 누워서 담배를 피는등 엽기적인 행동을 보여 논란과 화제를 모으고 있다.

## 디스코그래피

### 정규 앨범
- Stranger (2019)
- 오보에 (2021)

### 미니 앨범 (EP)
- SOkoNYUN (2018)

### 믹스테잎 (Mixtape)
- I'm the B from D (2015)
- SLOWMO (2024)

### 싱글 (Single)
- 아침에 (Feat. Bryn) (2017)
- TEEN TITANS (2018)
- TL(2018)
- The end(2020)
- MOONWALK(2023)
- LEAN (Feat. JIN) (2025)

## 출연 작품

### 방송
- 《Show Me The Money 4》 (2015년) - 참가자
- 《Show Me The Money 5》 (2016년) - 참가자
- 《고등래퍼 1》 (2017년) - 참가자 (우승)
- 《Show Me The Money 6》 (2017년) - 참가자
- 《Show Me The Money 777》(2018년) - 피쳐링(파이널 - 키드밀리)
- 《Show Me The Money 8》 (2019년) - 참가자(준우승)